# Mawlay Abd Allah
Mawlay Abd Allah, antigament Titt N Fitr o Ayn al-Fitr, o simplement Tit, és una població a uns 12 km al sud d'al-Djadida, al Marroc.
El nom antic és una barreja d'amazic i àrab, on tit significa ‘font sagrada’ en amazic i fitr ‘dejuni’ en àrab; en la segona versió ayn significa també ‘font’, però en àrab. A vegades se l'anomenava simplement Tit, ‘la Font Sagrada’.
La població és famosa pel seu ribat que per excavacions arqueològiques se sap que fou fundat per la família sufí dels Banu Amghar, de la tribu Gudala, del grup amazic sanhadja. S'hi van instal·lar vers el segle x. El fundador de la família fou Ismaïl ibn Amghar que va arribar de Medina; un descendent de nom Abu-Abd-Al·lah Muhàmmad fou qui va donar importància al ribat; al segle xii la família tenia un prestigi i una fama de santedat importants. A l'inici del segle xvi fou ocupada pels portuguesos i sotmesa a capitació; el sultà de Fes va fer desmantellar el ribat per complaure els portuguesos i la població fou transferida a la plana de Sais. La població va desaparèixer i el ribat va mantenir una mínima activitat religiosa. Un intent per reviscolar la ciutat va fracassar. Al segle xix el caid de Dukkala, Muhàmmad al-Arussí, es va esforçar a revitalitzar la població, però el nom de Tit es va perdre i fou batejada com Mawlay Abd Allah. La ruïnes han estat estudiades per arqueòlegs.